# Раутаваара, Тапио
Кай Та́пио «Та́пса» Ра́утаваара (фин. Kaj Tapio 'Tapsa' Rautavaara; 8 марта 1915, Пирккала, Великое княжество Финляндское, Российская империя — 25 сентября 1979, Хельсинки, Финляндия) — финский певец, поэт-песенник, композитор, актёр. Олимпийский чемпион 1948 года в метании копья и чемпион мира 1958 года по стрельбе из лука.
Являлся одним из наиболее ярких представителей финской популярной музыки 1950-х годов. По сей день пользуются популярностью многие из его записей, в том числе «Isoisän olkihattu», «Reppu ja reissumies», «Päivänsäde ja menninkäinen» и «Yölinjalla». Значительную часть репертуара певца составляли песни, написанные Рейно Хелисмаа и Тойво Кярки. Кроме того, он исполнял сочинения куплетистов Йохана Таннера и Рафу Рамстедта, песни на стихи финских поэтов (например, Яакко Ютейни и Каарло Крамсу), свои собственные песни, а также песни разных народов мира в переводе на финский язык. В общей сложности он записал на пластинку 310 песен; записи песен «Isoisän olkihattu» («Дедушкина шляпа»), «Vain merimies voi tietää» («Лишь моряк может знать») и «Häävalssi» («Свадебный вальс») стали «золотыми».

## Биография

### Ранние годы

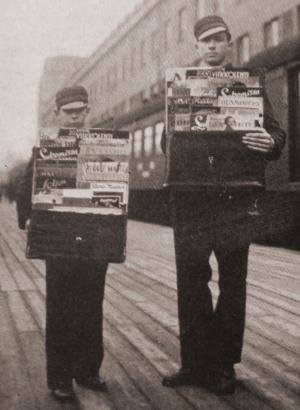
Тапио Раутаваара (справа) и другой подросток продают газеты на железнодорожном вокзале в Хельсинки. Июнь 1931 года

Тапио Раутаваара родился 8 марта 1915 года в Пирккала (ныне город Нокиа) в семье матери-одиночки Хильды Марии Раутаваара. Будущий певец получил фамилию матери; сведения о фамилии его отца не сохранились; в своих мемуарах певец упоминает лишь его имя — Хейкки. Вскоре семья переехала в Тампере, затем — в рабочий пригород Хельсинки Оулункюля (в 1946 году включён в черту города). В школьные годы Раутаваара много читал, в том числе прочёл все пьесы Шекспира. Поскольку семья жила очень бедно, от недоедания он страдал рахитом, и врач посоветовал ему заняться метанием копья.
Ещё учась в школе, будущий певец начал подрабатывать продавцом газет на вокзале. Позже он сменил множество профессий, работая камнетёсом, лесорубом и подсобным работником в магазине, принадлежащем мельничному предприятию, а в середине 1930-х годов служил в Военно-морских силах Финляндии.

### В годы войны
Когда началась Зимняя война, призывная комиссия объявила, что Раутаваара сможет остаться работать на мельничном предприятии, поскольку флот не будет активно использоваться при ведении боевых действий. Кроме того, на него была возложена обязанность несения воздушного контроля. Во время Войны-продолжения он был призван в сухопутные войска и около года прослужил на фронте в составе 4-го пехотного полка.
Летом 1942 года Раутаваара был направлен во фронтовую бригаду. В течение следующих двух лет он был ведущим на радио «Мааселькя», которое находилось в Кархумяки (Медвежьегорске) и вещало для солдат финской армии. Солдаты его очень любили, однако с начальством иногда возникали конфликты, как по политическим мотивам, так и из-за его остроумных комментариев в эфире, касающихся военных новостей. Например, комментируя отступление войск Роммеля в Северной Африке в 1943 году, он заявил, что собирается спеть «фокстрот Роммеля», и процитировал первый куплет популярного финского фокстрота 1940 года «Kangastusta» («Мираж»): «Однажды я заблудился в пустыне, вдруг увидел вдалеке что-то зеленоватое, но, когда пошёл в ту сторону, оно отодвигалось от меня всё дальше».
В это же время он посещал курсы актёрского мастерства в Финской Театральной академии и в киношколе при студии Suomen Filmiteollisuus.

### Семейная жизнь
В 1942 году Раутаваара женился на Сайме Элизабет «Лиисе» Ханделль (30 апреля 1911 — 30 августа 1990), происходившей из финских шведов. В семье родилось три дочери — Ирма, Марья и Леена. Леена Раутаваара в настоящее время возглавляет «Общество Тапио Раутаваара».
В 1948 году певец приобрёл участок в Оулункюля, на котором к 1951 году был построен дом для семьи. В этом доме Раутаваара жил до самой смерти. В 2002 году дом сгорел.

### Любимец публики

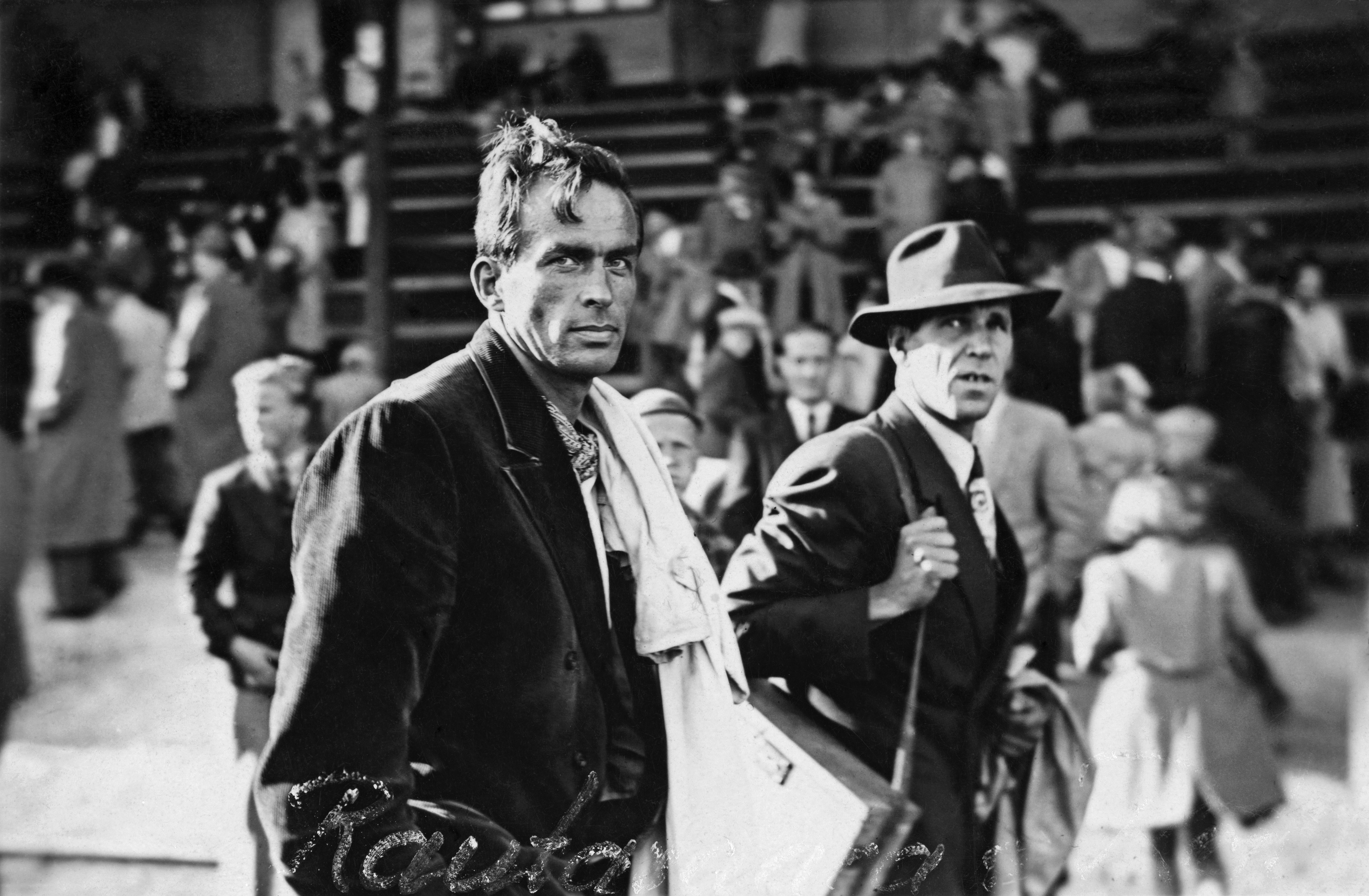
Тапио Раутаваара и Рейно Хелисмаа, 1950-е годы

Карьера Раутаваара в кино началась сразу после окончания войны — в 1945 году он снялся в фильме «Только для тебя», сыграв одну из ведущих ролей. С этого момента и до 1963 года он снимался в фильмах ежегодно. Ходили слухи, что ему предлагали главную роль в голливудском сериале «Тарзан» после того, как Джонни Вайсмюллер оставил роль Тарзана. Сам Раутаваара не подтверждал и не опровергал эту информацию. Во второй половине 1940-х годов Тапио Раутаваара был известен прежде всего как актёр и спортсмен, однако уже в начале 1950-х годов его главным занятием становится пение.
В 1947 году стал одним из членов «Магического круга Финляндии» (объединение иллюзионистов, основанное в 1945 году, значительную часть которого составляют деятели культуры и искусства).
Вскоре после войны Раутаваара познакомился с известным поэтом-песенником и певцом Рейно Хелисмаа, которого случайно встретил в Пуйстольском Доме рабочих. Хелисмаа написал текст и музыку к песне «Reissumies ja kissa» («Пассажир и кошка»), которая стала в исполнении Раутаваара одним из самых известных шлягеров того времени. В следующие двадцать лет Хелисмаа написал множество песен, прославившихся в исполнении Раутаваара.
В конце 1940-х и начале 1950-х годов Хелисмаа, Раутаваара и Эса Пакаринен много гастролировали вместе по Финляндии. Гастрольные поездки, как правило, были тяжёлыми, поскольку музыкантам часто приходилось продираться на широких машинах того времени по узким песчаным дорогам и ночевать в тесных хостелах. 25 марта 1952 года Раутаваара, ведя личную машину своего импресарио Арво Аланте, попал в аварию на скользкой дороге недалеко от деревни Руотсалонкюля (муниципалитет Кяльвия, Центральная Остроботния). В машине находились госпожа Аура Аланте (супруга Арво), получившая сотрясение мозга, и радиоведущий Ниило Терваярви, отделавшийся несколькими царапинами; гитара Тапио разбилась.
В начале 1950-х годов между Раутаваара и Хелисмаа возникли творческие разногласия, и Раутаваара решил выступать отдельно и писать собственные песни. Через несколько лет их дружеские отношения восстановились. В 1957 году они вместе записали песню «Taas tavattiin» («Снова вместе»). В 1959 году они вдвоём написали песню «Vanha rantasauna» («Старая сауна на берегу [озера]»), которую Тапио впервые исполнил во время своих гастролей в США в том же году. В начале 1960-х годов они неоднократно выступали вместе на телевидении. Хелисмаа умер в 1965 году от рака лёгких, вызванного курением. Позднее Раутаваара писал: «Пройдёт сто лет, прежде чем появится новый Рейно Хелисмаа, или 200, или 500 лет».

### Встреча с Пентти Хаанпяя
В середине 1950-х годов, во время гастролей в Похьянмаа, с певцом произошёл такой случай. В свободной от выступлений время, он решил повидаться с писателем Пентти Хаанпяя, который был одним из его кумиров ещё в юности. Раутаваара надеялся, что писатель расскажет ему о своей нелёгкой жизни, поделится своим опытом. Однако, Хаанпяя не захотел с ним разговаривать и сказал певцу, чтобы тот уходил. Когда Раутаваара уже собрался уходить, Хаанпяя сказал ему вслед: «Каждый человек делает в жизни то, что он может делать. Прошу же тебя, Тапса, иди своим путём».

### Спортивная карьера
Во время войны Раутаваара продолжал заниматься спортивными тренировками. Летом 1943 года во время тренировки в Кархумяки он метнул копьё на дистанцию 80,97, превысив мировой рекорд того времени на три метра. Тогда его тренер, Микко Каяани, предложил ему заняться данным видом спорта профессионально.
Впервые Раутаваара принял участие в соревнованиях по метанию копья в 1945 году, метнув копьё на 75,47 метров. В 1946 году на чемпионате Европы в Осло метнул копьё на 66,40 метров, за что получил бронзовую медаль. 4 августа 1948 года выиграл золотую медаль в метании копья на летних Олимпийских играх в Лондоне с результатом 69,77 м, опередив всех соперников более чем на два метра. Эта победа была единственной для сборной Финляндии по лёгкой атлетике на Играх в Лондоне.
Также успешно выступал в стрельбе из лука. В 1955 году в составе сборной Финляндии стал вторым в командном первенстве на чемпионате мира в Хельсинки (первое место заняли шведы). На чемпионате мира 1958 года завоевал золото в командном первенстве. Кроме того, выигрывал национальные первенства по метанию копья в 1944—1945 и 1947—1949 годах и по стрельбе из лука в 1955 году.

### Последние годы
Пик популярности Тапио Раутаваара приходится на 1950-е годы. В 1960-е среди финской молодёжи стала набирать популярность рок-музыка, и лирические песни Раутаваара стали считать устаревшими. Тем не менее, Раутаваара продолжал записывать песни вплоть до своей смерти в 1979 году. В 1970 он сыграл в фильме «Анна» роль народно-демократического политика, любящего выпить; это была его последняя роль в кино.
25 сентября 1979 года певец, находясь в плавательном бассейне в Тиккурила, потерял сознание, упал и ударился головой о пол. Причины потери сознания не были ясны; поначалу врачи предположили, что это был эпилептический припадок. По словам Вейкко Туоми, Раутаваара, находясь в подвыпившем состоянии, принял холодный душ непосредственно после посещения сауны, после чего и потерял сознание. Однако фотограф, в компании которого Раутаваара провёл тот день, сообщил, что певец тогда не употреблял алкоголь.
Следующей ночью Тапио Раутаваара умер от кровоизлияния в мозг в своём доме в Оулункюля (Хельсинки). Он был похоронен на кладбище Мальми в могиле номер 60-9-119.

## Наследие и память
К творчеству Тапио Раутаваара обращались многие финские музыканты следующих поколений. Так, рок-группа Viikate исполняла многие из его песен, лидер группы HIM Вилле Вало также является его поклонником. Песни из его репертуара пели также Раули Сомерйоки, Тапани Канса, Катри Хелена и другие представители финской эстрады. Всемирно известный режиссёр Аки Каурисмяки использовал песни Тапио в своих фильмах, в частности, в фильме «Человек без прошлого» звучат две песни в его исполнении — «Lokki» («Чайка») и «Älä unhoita minua» («Не забывай меня»).
В 1999 году режиссёром Тимо Койвусало был снят художественный фильм «Лебедь и странник», посвящённый жизни и творчеству певца. Роль Раутаваара в нём сыграл актёр Тапио Лииноя.
В 1981 году в Оулункюля был разбит парк, получивший имя певца. Там же в 2000 году был установлен мемориал в честь Тапио Раутаваара, названный «Сон странника», работы скульптора Вейкко Мюллера.

## Дискография

### Альбомы и сборники песен
- Tapio Rautavaaran uusimpia laulelmia (1964)
- Tapsan vanhoja ja uusia laulelmia (1965)
- Tapio Rautavaara (1965)
- Kansanlauluja (1966)
- Tapsa (1967)
- Tapsa laulaa ja laulattaa (1967)
- Lauluni aiheet (1968)
- Tapio Rautavaara laulaa ja laulattaa 2 (1969)
- Reissumiehen ralleja (1969)
- Kulkurien kuningas (1970)
- Yölinjalla (1970)
- Muistoissain muuttumaton (1971)
- Tapsa maalla ja merellä (1971)
- Tänään ei lauluja synny (1973)
- Unohtumaton ilta (1976)
- Reissumiehen taival
- 20 suosikkia — Reissumies ja kissa (2000)
- 20 suosikkia — Juokse sinä humma (2000)
- 20 suosikkia — Tuo aika toukokuun (2000)
- En päivääkään vaihtaisi pois — Sata levytystä vuosilta 1946—1979 (2004)
- Kulkurin taival (2008)

### Трибьют-альбомы
- Sunnuntaina sataa aina (1989)
- Mestaria kunnioittaen — Tribuutti Tapio Rautavaaralle (2008)

## Фильмография

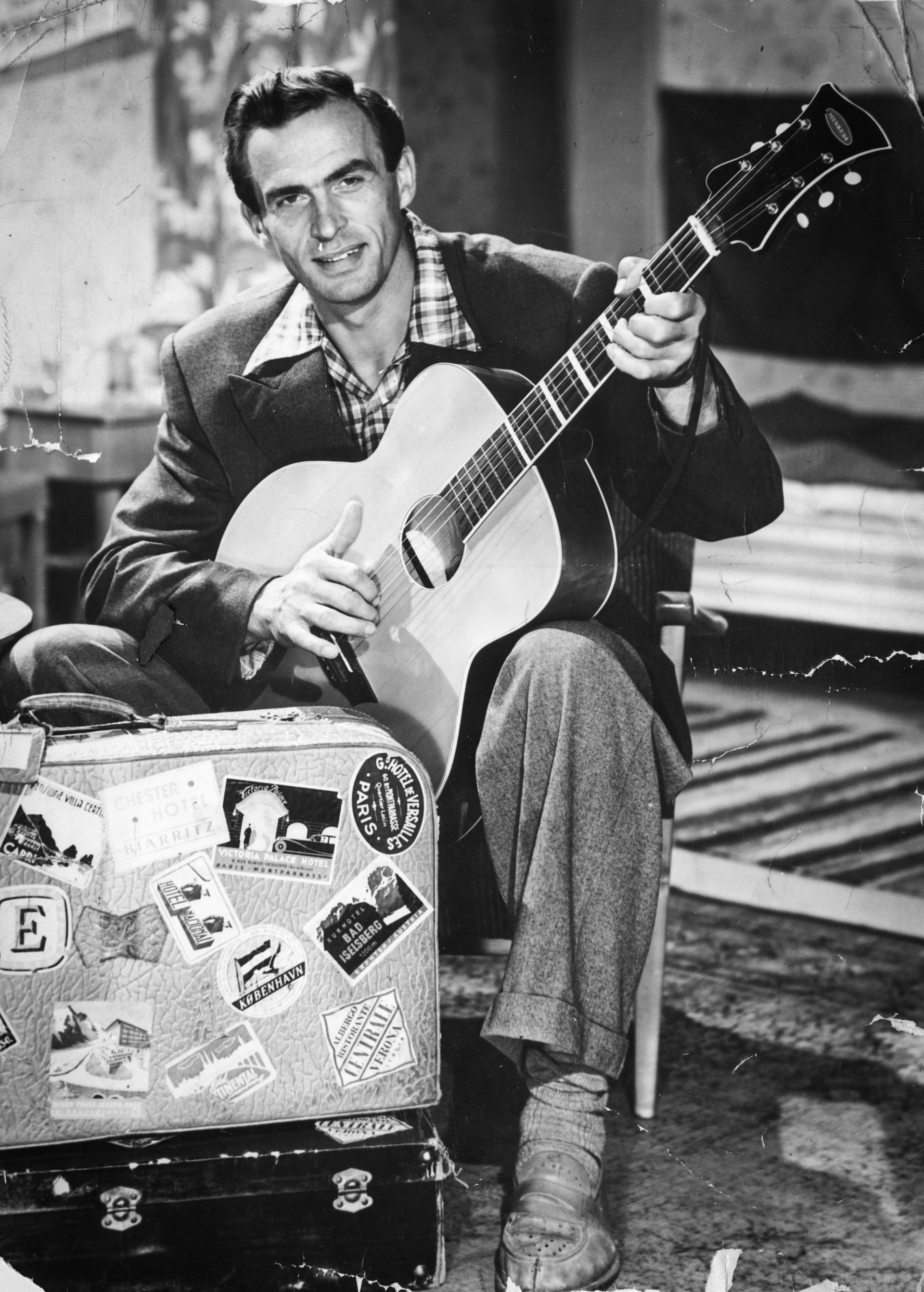
Песня контрабандиста (1952).

- «Только для тебя» / Vain sinulle (1945)
- «Следы греха» / Synnin jäljet (1946)
- «Шестая заповедь» / Kuudes käsky (1947)
- «Жена — золотая медалистка» / Kultamitalivaimo (1947)
- «Желаю тебе» / Sinut minä tahdon (1949)
- «Айла, дочь Похьёлы» / Aila, Pohjolan tytär (1951)
- «Ночь в Рио» / Rion yö (1951)
- «Песня контрабандиста» / Salakuljettajan laulu (1952)
- «Пекка Пуупяя» / Pekka Puupää (1953)
- «Двое забавных разбойников» / Kaksi hauskaa vekkulia (1953)
- «Мы вернулись» / Me tulemme taas (1953)
- «Призрачный трактир» / Kummituskievari (1954)
- «Победа ветерана» / Veteraanin voitto (1955)
- «Дикий Север» / Villi Pohjola (1955)
- «Прекрасная Каарина» / Kaunis Kaarina (1955)
- «Завтра не наступит никогда» / Ingen morgondag (Швеция, 1957)
- «Перекрёсток двух дорог» / Kahden ladun poikki (1958)
- «Большой парад мелодий» / Suuri sävelparaati (1959)
- «Бултых, сказал Ээмели, бултых!» / Molskis, sanoi Eemeli, molskis! (1960)
- «Звёздный туман» / Tähtisumua (1961)
- «Таинственная долина на Диком Севере» / Villin Pohjolan salattu laakso (1963)
- «Барон Икс» / X-Paroni (1964)
- «Анна» / Anna (1970)